# Taley
Taley oder Talé ist eine Ortschaft in der Präfektur Lim-Pendé im Nordwesten der Zentralafrikanischen Republik. Taley ist die Hauptstadt der gleichnamigen Unterpräfektur, die im Süden der Präfektur Lim-Pendé liegt.

## Lage
Taley liegt an einer route régionale 6, die Paoua, die Hauptstadt der Präfektur Lim-Pendé, im Norden mit Bozoum, der Hauptstadt der benachbarten Präfektur Ouham-Pendé im Süden, verbindet. Nach Paoua sind es von Taley aus etwa 75 Kilometer, nach Bozoum sind es etwa 50 Kilometer. Die Straßen der Region sind nicht befestigt. Teilweise sind Brücken während des Bürgerkriegs durch Rebellen zerstört worden.
Taley liegt am Ostrand des Yadé-Massivs. Nördlich der Stadt fließt die Nana Barya, südlich der Stadt der Ouham. Beide Flüsse gehören zum Einzugsgebiet des Tschadsees.

## Klima und Vegetation
Nach der Effektiven Klimaklassifikation liegt Taley im Bereich des Savannenklimas. Es gibt eine Regenzeit und eine Trockenzeit. Die Vegetationszone entspricht der Feuchtsavanne.

## Bevölkerung und Wirtschaft
Es gibt in der Unterpräfektur Taley, wie im Rest der Präfektur, sowohl sesshafte Bauern als auch halbnomadische Viehzüchter. Zwischen beiden Gruppen kommt es regelmäßig zu Konflikten durch die Zerstörung von Äckern durch Vieh oder durch Viehdiebstähle. Die Konflikte werden teilweise auch mit Gewalt ausgetragen werden, manchmal kommt es auch zu Toten.
Daten über die genaue Bevölkerungszahl der Ortschaft Taley sind nicht bekannt. Aufgrund der Neuordnung der Präfekturen und Unterpräfekturen im Jahr 2020 sind auch für die damals neu entstandene Unterpräfektur Taley keine Daten durch das Statistikamt der Zentralafrikanischen Republik veröffentlicht worden.
Der Wochenmarkt von Taley findet sonntags statt.

## Einrichtungen
Es gibt eine Krankenstation und eine Kirche in Taley.

## Bürgerkrieg
Im Juni 2019 bildete sich eine Selbstverteidigungsgruppe, um eventuelle Angriffe der Retour, Réclamation et Réhabilitation (3R) abzuwehren.
Im Dezember 2020 besetzten Rebellen der 3R die Ortschaft Taley und kidnappten einen Jugendlichen, der bei der Polizei aushalf. Entgegen den Annahmen der Rebellen sind die sogenannten auxiliaires (Helfer) der Polizei keine Staatsbeamten, sondern lediglich lokale Hilfskräfte.
Im Juli 2021 tauchten Rebellen der Coalition des patriotes pour le changement (CPC) in Taley auf, verbrannten Motorräder von Zivilisten und erpressten Geld von Händlern, bevor sie sich weiter nach Süden bewegten und an den Ein- und Ausgängen der Stadt Bozoum Stellung bezogen und auch dort von den Bewohnern Geld erpressten.
Im Jahr 2024 ist die Sicherheitslage größtenteils wiederhergestellt, denn die Armee der Zentralafrikanischen Republik ist in der Gegend präsent. Trotzdem kommt es zu vereinzelten Aktionen von bewaffneten Rebellen, die beispielsweise Reisende ausrauben. Besonders betroffen sind hierbei die Regionen, die in der Nähe der Grenze zum Tschad liegen.